# Polycentropus colei
Polycentropus colei är en nattsländeart som beskrevs av Ross 1941. Polycentropus colei ingår i släktet Polycentropus och familjen fångstnätnattsländor. Inga underarter finns listade i Catalogue of Life.